# Madeleine Colani
Madeleine Colani (Straatsburg, 13 augustus 1866 – Hanoi, 2 juni 1943) was een Frans archeologe, werkzaam voor de Ecole Francaise d'Extreme Orient. Colani was een pionier op het gebied van archeologie, geologie en etnografie. Ze is bekend geworden door haar vondst van de Hoabinhiancultuur uit 16.000 Voor Christus, haar onderzoek op de Vlakte der Kruiken in Laos en de ontdekking van de Vietnamese Bacsoncultuur (samen met Henri Mansuy).

## Loopbaan
Colani werd in 1866 geboren in Straatsburg. In 1899 vertrok ze naar Vietnam om er les te gaan geven. In 1914 keerde ze terug naar Frankrijk om haar doctoraat te behalen. Van 1920 tot 1927 werkte ze voor het Indochinese geologiebureau in Vietnam. Colani onderzocht er de Sa Huỳnhcultuur en deed archeologisch onderzoek in de provincies Nghệ An, Quảng Bình en Hạ Longbaai. Ook deed ze onderzoek op de Vlakte der Kruiken in Laos en documenteerde uiteindelijk meer dan 20 sites in de regio. Tijdens haar werk aldaar ontdekte ze waar de megalieten stenen kruiken op de Vlakte der Kruiken voor hadden gediend: ze werden in de bronstijd gebruikt als urnen tijdens begrafenisrituelen.
In 1921 ontdekte Colani samen met Henri Mansuy in de Vietnamese provincie Lạng Sơn op 27 sites artefacten uit het late neolithicum en vuurstenen gereedschap, die door specifieke markeringen konden worden toegeschreven aan de nog niet eerder ontdekte Bacsoncultuur.
Tijdens al haar onderzoeken vond ze menselijke resten, steen- en glaswerk, juwelen en ijzeren implantaten. In 1930 schreef Colani een 600 pagina's tellend werk over de megalieten in Laos getiteld Les Megaliths du Haut Laos (De megalieten van Opper-Laos), wat wordt gezien als een rijke aanwinst binnen de archeologie.
Colani overleed in 1943 in Hanoi.

## Publicaties
- L'âge de la pierre dans la province de Hoa Binh, Mémoires du Service Géologique de l'Indochine 13 (1927)
- Les Megaliths du Haut Laos (1930)

- Bibliothèque nationale de France: cb12563067j (data)
- CiNii: DA02941892
- Gemeinsame Normdatei: 1080004785
- International Standard Name Identifier: 0000 0000 8382 1787
- Library of Congress Control Number: n2004096718
- Base Léonore: 19800035/742/84252
- Nationale bibliotheek van Australië: 35040901
- Nationale Bibliotheek van Israël: 987007334625405171
- Nederlandse Thesaurus van Auteursnamen: 129861634
- Réseau des bibliothèques de Suisse occidentale: 02-A003115047
- Istituto Centrale per il Catalogo Unico: UTOV576728
- Système universitaire de documentation: 034930140
- Trove: 809302
- Virtual International Authority File: 51806699
- WorldCat: E39PBJht4fcbrkjgqb3fjvTmBP